# János Németh
János Németh (Budapest, 12 giugno 1906 – Madrid, 5 marzo 1988) è stato un pallanuotista ungherese, vincitore di due medaglie d'oro alle olimpiadi di Los Angeles 1932 e di Berlino 1936.